# Emilio Claro Cruz
Emilio Claro Cruz (*Concepción, 21 de julio de 1865-Valdivia, 25 de enero de 1929). Hijo de Ricardo Claro Cruz y Sofía de la Cruz. Casado con Emilia Muñoz.
Estudió en el liceo de Concepción y posteriormente en la Facultad de Derecho de la Universidad de Chile, donde juró como abogado en 1884. Se afilió al Partido Conservador, con el cual comenzó una carrera política.

## Labor parlamentaria
- Diputado por Valdivia y La Unión (1906-1909); integró la comisión permanente de Gobierno Interior.
- Diputado por Valdivia y La Unión (1909-1912); figuró en la comisión permanente de Instrucción Pública.
- Diputado por Valdivia y La Unión (1912-1915); figuró en la comisión permanente de Hacienda.
- Diputado por Temuco, Imperial y Llaima (1915-1918); miembro de la comisión permanente de Gobierno Interior.
- Diputado por Laja, Nacimiento y Mulchén (1918-1921); integró la comisión permanente de Relaciones Exteriores.

En los debates parlamentarios terció con éxito en materias económicas y problemas sociales, siendo uno de los primeros en condenar y atacar el sistema de oligarquías dominante en Chile.

Fue minero, agricultor, industrial, hizo fortuna y siempre fue generoso. Propietario de la Mina San Rafael del mineral de Sierra Gorda, productora de plata y plomo, en la provincia de Antofagasta.